# شركة دوفر
شركة دوفر ( بالإنجليزية : Dover Corporation) هو تكتل اميركي  للشركات مصنعة للمنتجات الصناعية. تأسست في عام 1955 في مدينة نيويورك ،  ومقرها الآن في داونرز جروف ، إلينوي. ويعمل بها أكثر من 26000 شخص حول العالم. تنقسم أعمال دوفر إلى ثلاثة قطاعات: النظم الهندسية ، والسوائل ، ومعدات التبريد والمواد الغذائية. يحتوي كل قطاع على شركات عاملة يتم تشغيلها مثل الشركات المستقلة. دوفر هو أحد مكونات إس و بي 500. ويتداول في بورصة نيويورك تحت عنوان DOV. تحتل دوفر المرتبة 360 على قائمة فورتشن 500 . نقلت الشركة مقرها إلى إلينوي من نيويورك في منتصف عام 2010.

## روابط خارجية
- الموقع الرسمي